# Servicio de enfermería del real distrito (Sur de Australia)
RDNS (Servicio de enfermería del real distrito del Sur de Australia) fue fundado en 1894. 
RDNS es una de las comunidades de salud y proveedores de cuidado sin ánimo de lucro más experimentados de Australia.
RDNS proporciona servicios tanto privadamente como gubernamentales a miles de personas cada semana.
Además RDNS es una Organización Reconocida de Formación, proporcionando formación reglada a nivel nacional y cursos formativos tanto con carácter empresarial como individual.
Los servicios de RDNS incluyen:
- Sanidad basada en la comunidad
- Cuidados sanitarios flexibles por parte de las enfermeras, sanidad colaborativa y personal de apoyo
- Acompasar el estilo de vida con las necesidades del usuario, promocionando la independencia
- Cuidado post-hospitalario

RDNS es conocido como "YourLife" fuera del Sur de Australia